# Povera bimba/Torno da te
Povera bimba/Torno da te è il diciannovesimo singolo dei Ricchi e Poveri, pubblicato dalla Fonit Cetra (catalogo SP 1546) nel 1974.

## I brani

### Povera bimba
Povera bimba, presente sul lato A del disco, è il brano con cui il gruppo partecipa all'11ª edizione della manifestazione canora radiotelevisiva Un disco per l'estate, riuscendo a superare la fase eliminatoria in modo da arrivare alle semifinali di Saint Vincent.

### Torno da te
Torno da te è il brano presente sul lato B del disco. Verrà ripubblicato, 5 anni dopo, come retro del singolo Mama.

## Tracce

### Lato A
1. Povera bimba (Un disco per l'estate 1974) – 3:45 (testo: Cristiano Minellono, Armando Toscani – musica: Angelo Sotgiu, Franco Gatti)

### Lato B
1. Torno da te – 3:05 (testo: Cristiano Minellono – musica: Angelo Sotgiu, Franco Gatti)

## Staff artistico
- Ricchi e Poveri (Angela Brambati, Angelo Sotgiu, Franco Gatti, Marina Occhiena) – voci
- Vince Tempera – arrangiamenti e direzione orchestrale